# جيمس الكسندر فولر
جيمس الكسندر فولر (بالإنجليزية: James Alexander Fowler)‏ هو محامي وسياسي أمريكي، ولد في 22 فبراير 1863 بمقاطعة كنوكس في الولايات المتحدة، وتوفي في 18 نوفمبر 1955 بنوكسفيل في الولايات المتحدة. حزبياً، نشط في الحزب الجمهوري.